# Distretto di Ko Chan
Il distretto di Ko Chan (in thailandese: เกาะจันทร์) è un distretto (amphoe) della Thailandia, situato nella provincia di Chonburi.